# Щелканово (Российское сельское поселение)
Щелканово — деревня в Вяземском районе Смоленской области России. Входит в состав Российского сельского поселения. Население — 1 житель (2007 год).
Расположена в восточной части области в 22 км к юго-западу от Вязьмы, в 4 км южнее автодороги М1 «Беларусь», на берегу реки Хица. В 1 км юго-западнее деревни расположена железнодорожная станция 273-й км на линии Москва — Минск.

## История
В годы Великой Отечественной войны деревня была оккупирована гитлеровскими войсками в октябре 1941 года, освобождена в марте 1943 года.